# Appendice vermiforme
L'appendice vermiforme, appendice cecale o semplicemente appendice (lat. appendix vermiformis) è una formazione tubulare facente parte dell'intestino crasso. Appartiene al segmento prossimale noto come cieco. Rappresenta una delle vestigia filogenetiche del corpo umano.

## Anatomia umana
L'appendice nell'uomo è posta sotto la valvola ileo-ciecale, nella superficie dell'intestino cieco. Ha la forma di un piccolo tubo cilindrico lungo dai 5 ai 9 cm e largo 7 mm. Risulta più lunga nei bambini e può atrofizzarsi con l'invecchiamento. L'appendice costituisce un prolungamento dell'intestino crasso, posizionata in vari modi, a seconda dei quali è definita discendente o ascendente e interna o esterna. La posizione più comune è quella verso il basso lungo la linea mediana del corpo ma anche le altre disposizioni sono riscontrabili in numerosi individui (pelvica, retrociecale, sottoepatica, iliaca sinistra). L'estrema variabilità della posizione dell'appendice è dovuta in genere a malposizioni del cieco risalenti allo sviluppo embrionale.
L'appendice è composta, dall'esterno verso l'interno, da: rivestimento esterno sieroso, tonaca muscolare, tonaca sottomucosa e tonaca mucosa. In posizione esterna e trasversalmente ad essa è presente il mesenteriolo, costituito da una piega peritoneale triangolare contenente i vasi sanguigni, i nervi e i vasi linfatici dell'appendice. L'appendice è fissata di solito al mesentere posteriormente all'estremità inferiore dell'ileo, la sua mobilità a volte è limitata dalla brevità del mesenteriolo.
L'appendice è costituita da tessuto linfatico con funzione di filtro, non più in grado di assorbire i nutrienti, per questo è detta a volte la "tonsilla addominale". Proprio l'azione di filtro può causarne a volte l'infiammazione (appendicite) che, quando è acuta, rende necessaria la sua asportazione chirurgica (appendicectomia).
All'interno della mucosa sono presenti anche le Cripte di Lieberkühn.

### Punti appendicolari

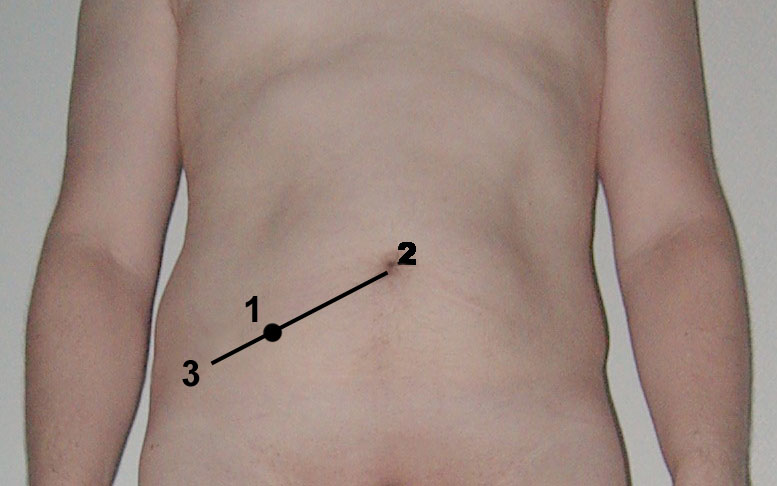
Il punto di McBurney

Sono stati proposti vari punti la cui dolorabilità alla pressione è indicativa di appendicopatia.
- Il più noto e usato è il punto di McBurney, situato sulla linea spino-ombelicale destra — ossia la linea che congiunge la spina iliaca anteriore superiore destra all'ombelico — all'unione fra il terzo esterno e il terzo medio della stessa (cioè a 2/3 della linea spino-ombelicale destra tracciata a partire dall'ombelico), secondo altri autori a metà della suddetta linea (quindi più medialmente)
- Il punto di Morris, sempre sulla linea spino-ombelicale destra, a 4 cm dall'ombelico
- Il punto di Munro (o di Sonnenburg), sulla stessa linea ma ancora più medialmente, all'incrocio con la linea parasternale destra
- Il punto di Lanz, all'unione fra il terzo laterale destro e il terzo medio della linea bis-iliaca (cioè sulla linea che congiunge le due spine iliache anteriori superiori, a 1/3 della lunghezza della stessa a partire dalla spina iliaca di destra)
- Il punto di Clado, sempre sulla linea bis-iliaca ma all'incrocio con la linea parasternale destra
- Il punto di Jalaguier, a metà della linea spino-pubica di destra (la linea che congiunge la spina iliaca anteriore superiore destra alla sinfisi pubica)
- I punti di Brun (o gluteo), di Neirotti, di Campanacci e di Honck sono tutti posteriori e indicativi di un'appendice in posizione retrocecale fissa

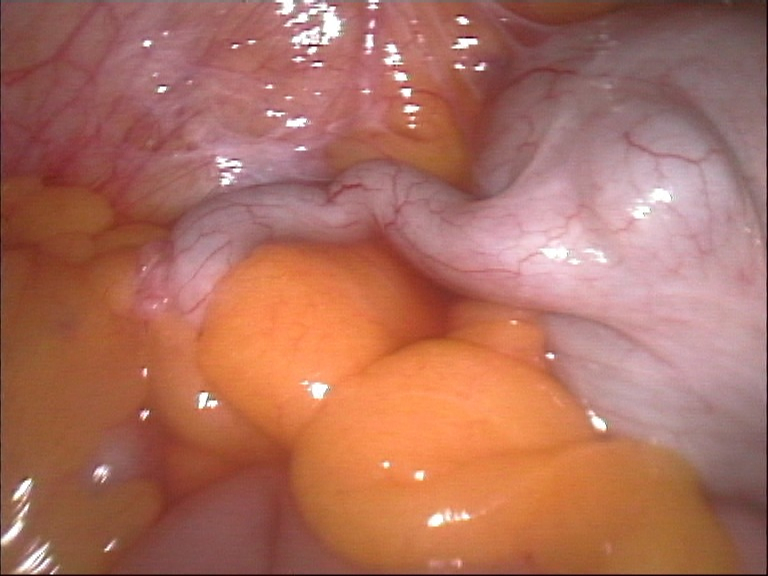
Immagine dell'appendice in laparoscopia

## Anatomia comparata
L'appendice negli altri primati si presenta simile a quella umana mentre nel coniglio (unico mammifero domestico ad esserne fornito), negli uccelli e nei rettili (nei quali è particolarmente sviluppata) presenta capacità di assorbimento. Tuttavia essa compare anche in molti dei mammiferi, tutti erbivori, fra cui il koala, in cui l'appendice raggiunge un'estensione pari a tre volte la lunghezza dell'animale. Pare dunque che il progressivo disuso dell'appendice si debba a un mutamento di dieta o di abitudini dei nostri antichi predecessori, nei quali aspetto e lunghezza dell'appendice differiscono molto da quelli attuali.